# Anne-Marie Dworaczek Bendome
Anne-Marie Dworaczek Bendome (/an.ma.ʁi/ ; /dvoʁat͡ʃɛk bɛndɔm/) est une journaliste indépendante franco-gabonaise, fondatrice et directrice de publication du site DB-NEWS. Née le 22 octobre 1962 à Libreville, au Gabon, elle a obtenu un BTS Communication de l'ISCOM - Paris en 2005.

## Engagements
Dworaczek Bendome est engagée pour la défense des droits humains et la lutte contre les inégalités. Elle a fondé la "FONDATION DU GABON ET DE L'AFRIQUE" au Gabon en 1999. Elle est également membre du Grand Prix Humanitaire de France.

## Carrière
En 2001, elle a travaillé comme assistante parlementaire au Parlement européen. Depuis 2008, elle exerce en tant que journaliste indépendante et blogueuse. Elle a été nommée aux DIGIEWOMEN AWARDS 2023 dans la catégorie "Femme web journaliste", reconnaissant ainsi son travail dans le domaine du journalisme numérique.

## Controverses
Dworaczek Bendome a été la cible d'attaques et de diffamation de la part de certains politiciens et personnalités publiques au Gabon. En 2020, elle a été traitée de "guenon" par Jonas Moulenda, un membre du Parti démocratique gabonais, en réponse à une publication sur les réseaux sociaux. Elle a également été poursuivie en justice pour diffamation à plusieurs reprises,.

## Coup d'État de 2023 au Gabon
En 2023, Dworaczek Bendome a couvert le Coup d'État au Gabon en tant que journaliste indépendante. Elle a décrit Brice Clotaire Oligui Nguema, l'un des principaux instigateurs du coup d'État, comme faisant partie des "petits" du président Ali Bongo Ondimba.